# 2017년 1월 죽음
다음은 2017년 1월에 사망한 저명한 인물 목록이다.
- 1월 2일 - 영국의 작가 존 버거
- 1월 4일 - 프랑스의 지휘자 조르주 프레트르
- 1월 5일 - 대한민국의 국악인 성창순
- 1월 6일 - 인도의 배우 옴 푸리
- 1월 7일 - 포르투갈의 제17대 대통령 마리우 소아르스
- 1월 8일 - 이란의 제5~6대 대통령 악바르 하셰미 라프산자니
- 1월 9일 - 폴란드의 사회학자 지그문트 바우만
- 1월 10일 - 독일의 제7대 대통령 로만 헤어초크
- 1월 11일 - 사라왁의 제5대 총리 아데난 사템
- 1월 12일 - 미국의 작가 윌리엄 피터 블래티
- 1월 13일 - 대한민국의 정치인이자 대학교수 박세일
- 1월 14일 - 중국의 경제학자 저우유광
- 1월 15일 - 미국의 프로레슬링선수 지미 스누카
- 1월 16일 - 미국의 우주비행사 유진 서넌
- 1월 18일 - 대한민국의 소설가 정미경
- 1월 19일 - 미국의 배우 미겔 페러
- 1월 22일
  - 도미니카공화국의 야구선수 앤디 마르테
  - 도미니카공화국의 야구선수 요다노 벤투라
- 1월 23일 - 대한민국의 독립운동가 위제하
- 1월 25일 - 미국의 배우 메리 타일러 무어
- 1월 27일
  - 미국의 배우 존 허트
  - 프랑스의 배우 에마뉘엘 리바
- 1월 29일 - 대한민국의 독립운동가 이갑상
- 1월 31일
  - 대한민국의 정치인 강봉균
  - 잉글랜드의 음악가 존 웨튼